# Percy Kilbride
Percy Kilbride est un acteur américain, né à San Francisco (Californie, États-Unis) le 16 juillet 1888, mort accidentellement à Los Angeles (Californie, États-Unis) le 11 décembre 1964.

## Biographie
Au théâtre à Broadway (New York), Percy Kilbride joue entre 1928 et 1946. Mentionnons George Washington slept here, pièce de George S. Kaufman et Moss Hart, créée en 1940 et jouée jusqu'en 1942 ; cette dernière année, il reprend son rôle initial dans l'adaptation au cinéma (même titre original ; titre français : La Maison de mes rêves).
Au cinéma, Percy Kilbride ne participe qu'à 33 films américains, de 1933 à 1955. Il est surtout connu pour son interprétation de 'Pa Kettle', dans huit films de la série cinématographique avec 'Ma and Pa Kettle', entre 1947 (L'Œuf et moi) et 1955 (Ma and Pa Kettle at Waikiki, son dernier film), aux côtés de Marjorie Main dans le rôle de 'Ma Kettle'.

## Filmographie partielle
- 1933 : Le Fou des îles (White Woman) de Stuart Walker
- 1936 : Soak the Rich (en) de Ben Hecht et Charles MacArthur
- 1942 : La Maison de mes rêves (George Washington slept here) de William Keighley
- 1942 : La Flamme sacrée (Keeper of the Flame) de George Cukor
- 1943 : Symphonie loufoque (Crazy House) d'Edward F. Cline
- 1943 : La Loi du Far West (The Woman of the Town) de George Archainbaud
- 1944 : Knickerbocker Holiday d'Harry Joe Brown
- 1944 : Les Aventures de Mark Twain (The Adventures of Mark Twain) d'Irving Rapper
- 1944 : She's a Soldier too de William Castle
- 1944 : L'Invitée (Guest in the House) de John Brahm
- 1945 : La Foire aux illusions (State Fair) de Walter Lang
- 1945 : She Wouldn't Say Yes d'Alexander Hall
- 1945 : L'Homme du Sud (The Southerner) de Jean Renoir
- 1945 : Crime passionnel (Fallen Angel) d'Otto Preminger
- 1946 : Champagne pour deux (The Well-Groomed Bride) de Sidney Lanfield
- 1947 : Le Docteur et son toubib (Welcome Stranger) de Elliott Nugent
- 1947 : Riffraff de Ted Tetzlaff
- 1947 : L'Œuf et moi (The Egg and I) de Chester Erskine
- 1948 : Bandits de grands chemins (Black Bart) de George Sherman
- 1948 : Choisie entre toutes (You Were Meant for Me) de Lloyd Bacon
- 1948 : L'Extravagante Mlle Dee (You gotta stay happy) d'Henry C. Potter
- 1948 : Champion malgré lui (Feudin', Fussin' and A-Fightin') de George Sherman
- 1949 : Lassie perd et gagne (The Sun Comes Up) de Richard Thorpe
- 1949 : Cinq Millions dans une poubelle (Mr. Soft Touch) de Gordon Douglas et Henry Levin
- 1949 : N'oubliez pas la formule (Free for All) de Charles Barton
- 1950 : Jour de chance (Riding High) de Frank Capra

## Théâtre
Pièces jouées à Broadway
- 1928 : The Buzzard de Courtenay Savage
- 1929 : Adam's People de Test Dalton
- 1929 : Getting Even de Nathaniel Wilson
- 1930 : Those we love de George Abbott et S. K. Lauren, mise en scène de George Abbott, avec Helen Flint, Josephine Hull, Charles Waldron, George Abbott
- 1930 : The Up and Up d'Eva Kay Flint et M.J. Nicolas
- 1931-1932 : Louder, Please de Norman Krasna, mise en scène de George Abbott, avec Louise Brooks, Millard Mitchell, Lee Tracy
- 1932 : Lilly Turner de (et mise en scène par) George Abbott et Philip Dunning, avec Robert Barrat, John Litel
- 1932 : The Great Magoo de Ben Hecht et Gene Fowler, mise en scène de George Abbott, avec Paul Kelly, Victor Kilian, Millard Mitchell
- 1934 : Whatever possessed her d'Hardwick Nevin, avec Richard Whorf
- 1934 : Good-bye, Please de Burt Clifton, avec Selena Royle
- 1934-1935 : Post Road de Wilbur Daniel Steele et Norma Mitchell, avec Lucile Watson
- 1935 : The Ragged Edge de Mary Heathfield
- 1936 : Stork Mad de Lynn Root et Frank Fenton
- 1938 : Sunup to Sundow de Francis Edward Faragoh, mise en scène de Joseph Losey, avec Carl Benton Reid, Sidney Lumet
- 1938 : Censored de Conrad Seiler et Max Marcin
- 1940 : George Washington slept here de George S. Kaufman et Moss Hart, mise en scène de George S. Kaufman, avec Jean Dixon, Ernest Truex
- 1941-1942 : Cuckoos on the Hearth de Parker W. Fennelly, avec Howard Freeman, Henry Levin, Carleton Young
- 1946 : Little Brown, Jug de Marie Baumer, avec Katharine Alexander